# Miezgovce
Miezgovce este o comună slovacă, aflată în districtul Bánovce nad Bebravou din regiunea Trenčín. Localitatea se află la altitudinea de 244 m deasupra n.m., se întinde pe o suprafață de 8,75 km2 și în 2017 număra 280 de locuitori.

## Istoric
Localitatea Miezgovce este atestată documentar din 1389.

## Demografie
| An:                | 1994 | 2004   | 2014    | 2024   |
| ------------------ | ---- | ------ | ------- | ------ |
| Număr de persoane: | 242  | 245    | 280     | 298    |
| Diferență:         |      | +1,23% | +14,28% | +6,42% |

| An:                | 2023 | 2024   |
| ------------------ | ---- | ------ |
| Număr de persoane: | 296  | 298    |
| Diferență:         |      | +0,67% |